# Diario de Cádiz
Diario de Cádiz is een regionaal dagblad in de Spaanse provincie Cádiz, Andalusië. De krant is opgericht in 1867 door Federico Joly Velasco.